# Schackel
Schackel är en hästsko- eller U-formad bygel av metall där bygeländarna förbinds med en genomgående skruv. Schackel används till att skarva kättingar med varandra eller förankra dem till öglor och ringar. Schackel är också vanliga fästelement för tågvirke och mycket annat på båtar med funktionen att lätt kunna lossas men ändå sitta säkert fast. Konstruktionen är oförändrad sedan minst 100 år. 
Ordet schackel är belagt i svenska språket sedan 1836.
Schackel som längdmått används för att ange längd på ankarkätting som tillverkas i längder på 15 famnar (cirka 27,5 meter). Om det till exempel anges att fartyg ankrat med "tre schacklar i vattnet" avses att cirka 82 meter (3 × 27,5) kätting finns utlagda räknat från vattenytan till ankaret.[källa behövs]

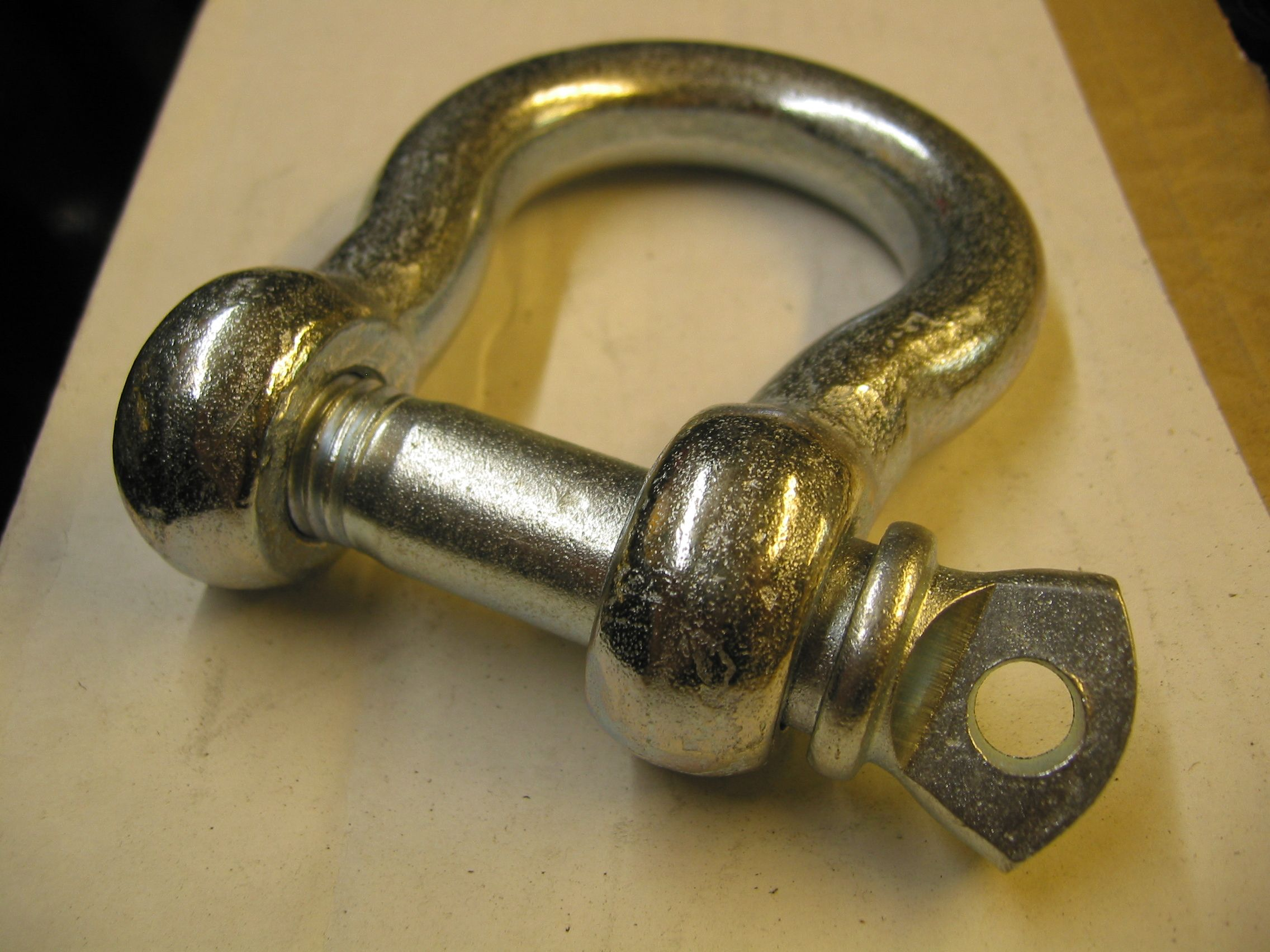
Lyrschackel
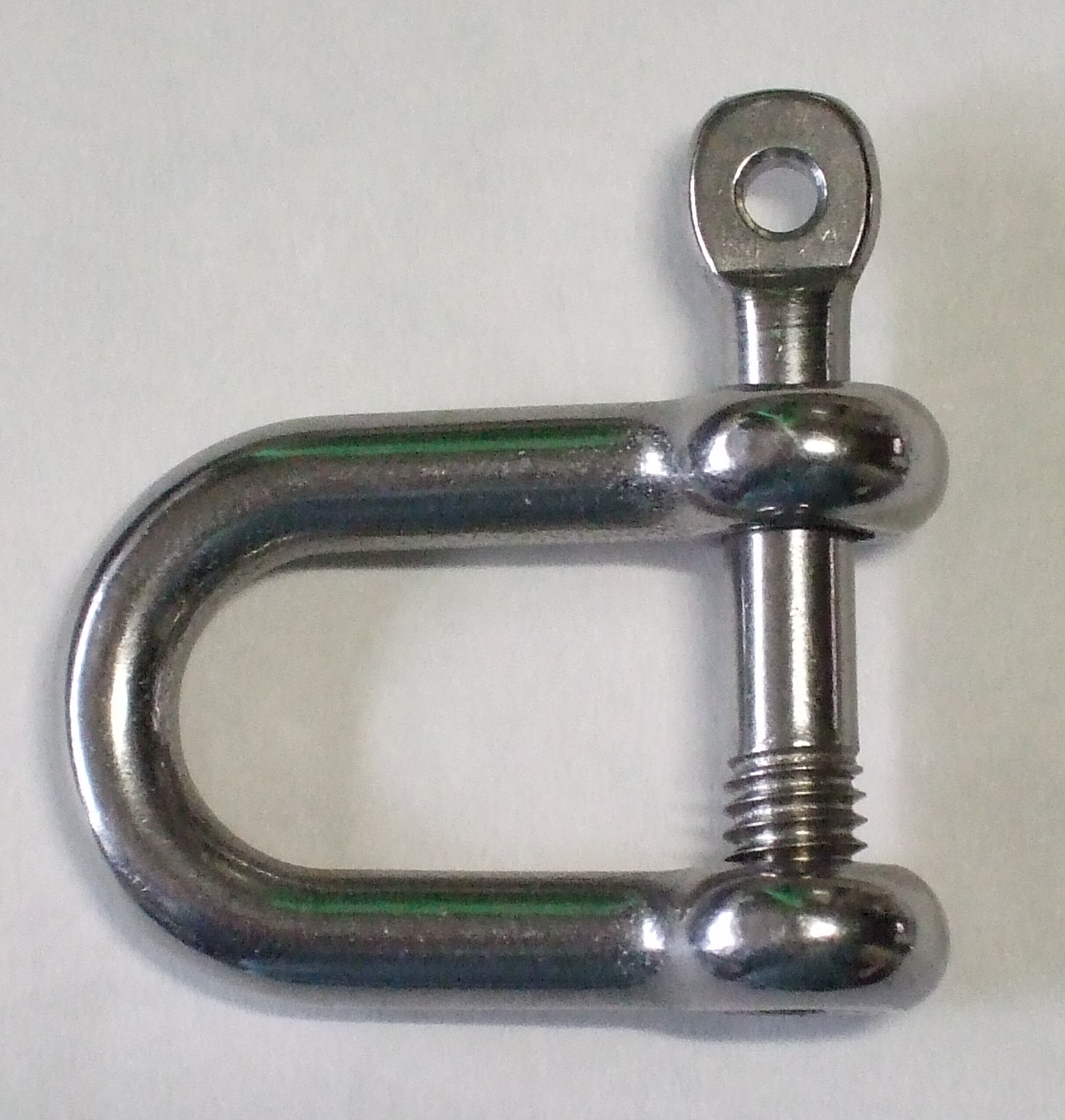
U-schackel
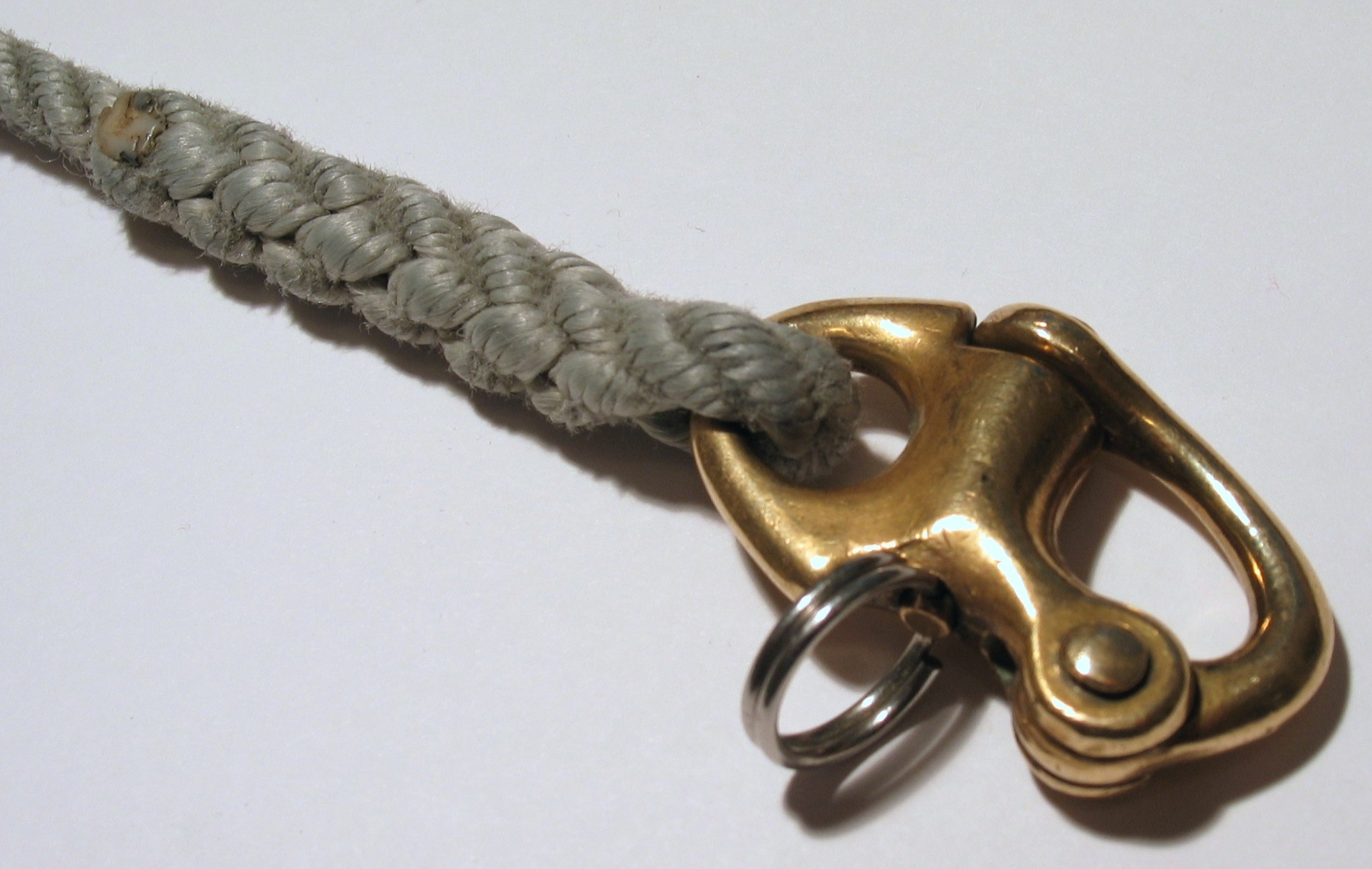
Snabbschackel